# トーワルド・エレガード
トーワルド・エレガード（Thorvald Ellegaard、1877年3月7日 - 1954年4月27日）は、デンマーク、ファンゲル出身の名自転車競技（トラックレース）選手。

## 経歴
史上初めて、世界自転車選手権・プロスプリントにおいて3連覇を達成し、加えて、1911年に史上初の同大会同種目6度目の優勝を果たした名選手。1898年にプロ選手となり、1926年までの現役期間で、153の自転車競技場で、また925回のレースで勝利を収めたという、伝説的な記録も打ち立てた。
1901年に、グランプリ・ド・パリと世界選手権・プロスプリントを初制覇。以後、世界選手権では1903年まで3連覇を達成。その後、世界選手権では、1906年、1908年、1911年も優勝した。この他、欧州選手権スプリント3回、コペンハーゲン・グランプリでは11回の優勝を果たした。
1914年に第一次世界大戦が勃発したことから、一時競技生活から離れたものの、大戦後に現役に復帰し、上記の通り、49歳となる1926年まで現役を続けた。引退後は、オードループ自転車競技場の運営責任者となった他、デンマーク勲章も受章した。実娘であるフランス・エレガードは、後に著名なピアニストとなったが、英才教育を施すため、第一次世界大戦後に一家揃ってパリに移住したという。